# Tabula hospitalis de Baetulo
La tabula hospitalis de la ciutat romana de Baetulo és una taula de bronze en molt bon estat, trobada per Joaquim Font i Cussó l'any 1934, conservada i exposada al Museu de Badalona. És un document epigràfic de gran valor, que fa referència a un pacte d'hospitalitat datat el 8 de juny de l'any 98 dC entre els baetulonenses, antics badalonins, i Quint Licini Silvà Granià.
Apareguda en una de les dependències d'una gran domus a la zona del fòrum de Baetulo, de fet a la zona de les excavacions del Clos de la Torre dutes a terme entre 1934-36. Va ser trobada concretament el 9 d'abril de 1934 per l'arqueòleg badaloní Joaquim Font i Cussó. Refereix a un pacte d'hospitalitat dels badalonins amb un membre d'una important família romana relacionada amb la prefectura a la qual pertanyia Baetulo. La taula és feta en bronze, té un bon estat de conservació i actualment s'exposa al Museu de Badalona, després de ser recobrada amb altres peces, com la Venus, que van ser espoliades per les autoritats franquistes el 1940.
Datat del 8 de juny de l'any 98 dC que transcriu un pacte entre els badalonins -els baetulonenses- i un membre dels Licini Silvà Granià, anomenat patró de la ciutat, que ha permès plantejar la hipòtesi que relacionaria aquesta família amb la gran domus dels Licini de Badalona. Els Licini Silvà Granià van ser una família de gran importància, van arribar a assolir la prefectura de la Laietània litoral en temps de la dinastia flàvia, fins al consolat de Roma en època de l'emperador Trajà.